# Helena Mühlmanová
Helena Mühlmanová, rozená Navrátilová (4. srpna 1889 Kroměříž – 24. října 1942 koncentrační tábor Mauthausen) byla za Protektorátu Čechy a Morava dobrovolnou sestrou Československého červeného kříže (ČČK) zapojenou do protiněmeckého odboje. Za práci v ilegální podpůrné síti parašutistů byla zatčena, vězněna, odsouzena k trestu smrti a popravena. V roce 2020 byla místní pravoslavnou církvi svatořečena.

## Život
Helena Mühlmanová se narodila jako Helena Navrátilová 4. srpna 1889 v Kroměříži. Jejím prvním manželem byl Čeněk Ort ze Sobotky, s nímž Helena žila v Kyjevě a měla s ním dva syny. Když její manžel, bělogvardějec, v roce 1917 zemřel, vrátila se Helena se svými dětmi Vladimírem a Jiřím do Čech a později se podruhé provdala za Vladimíra Mühlmana. Rodina Mühlmanových bydlela v Praze XII–Vinohradech v Přemyslovské ulici 1914/21. Helena byla ženou v domácnosti, ale zároveň působila jako dobrovolná sestra Československého červeného kříže. Do ilegální odbojové činnosti se Helena zapojila prostřednictvím předsedy starších české pravoslavné církve v Praze Jana Sonnevenda, který byl od začátku května 1942 zapojen do odbojové činnosti a do pomoci parašutistům skupiny ANTHROPOID. V rámci ČČK spolupracovala s Annou Šrámkovou.
Po provedení atentátu na Heydricha 27. května 1942 poskytla pravoslavná církev výsadkářům úkryt v chrámu sv. Cyrila a Metoděje (v chrámu svatého Karla Boromejského) v Resslově ulici na Novém Městě v Praze. A byl to právě Sonnevend, kdo v kryptě chrámu nabídl parašutistům azyl. Po Čurdově zradě (16. června 1942) a boji mezi parašutisty a příslušníky SS a gestapa (18. června 1942) zahájily německé bezpečnostní složky rozsáhlé zatýkací akce podporovatelů parašutistů. Jan Sonnevend spolu se svojí manželkou Marií Sonnevendovou byl zatčen 22. června 1942, Vladimír Ort byl zatčen vrchním tajemníkem pražského gestapa Kurtem Oberhauserem dne 27. června 1942, jeho matka Helena Mühlmanová byla zatčena německým generálporučíkem policie Otto Ohlendorfem dne 29. června 1942.
Helena byla nejprve držena v německé věznici na pražském Pankráci, poté byla 21. srpna 1942 deportována do policejní věznice v Malé pevnosti Terezín. Odtud byla vypravena 22. října 1942 v konvoji do koncentračního tábora Mauthausen, kam transport dorazil 23. října 1942. Dne 24. října 1942 v 10.42 hodin byla v odstřelovacím koutě mauthausenského bunkru zavražděna ranou z malorážní pistole do týla při fiktivní lékařské prohlídce spolu s dalšími českými vlastenci, odbojáři, příbuznými či rodinnými příslušníky parašutistů. Její syn Vladimír zahynul stejným způsobem tamtéž v 16.56 hodin.

## Připomínky
- Její jméno (Mühlmannová Helena roz. Navrátilová *4.8.1889) a jméno jejího syna (Ort Vladimír por. * 23. 12. 1911) jsou uvedena na pomníku při pravoslavném chrámu svatého Cyrila a Metoděje (adresa: Praha 2, Resslova 9a). Pomník byl odhalen 26. ledna 2011 a je součástí Národního památníku obětí heydrichiády.[14][15][16]

## Svatořečení
Svatořečena byla Pravoslavnou církví v českých zemích a na Slovensku spolu s dalšími českými novomučedníky při slavnostní liturgii v pražské pravoslavné katedrále sv. Cyrila a Metoděje na Resslově ulici 8. února 2020.

## Galerie

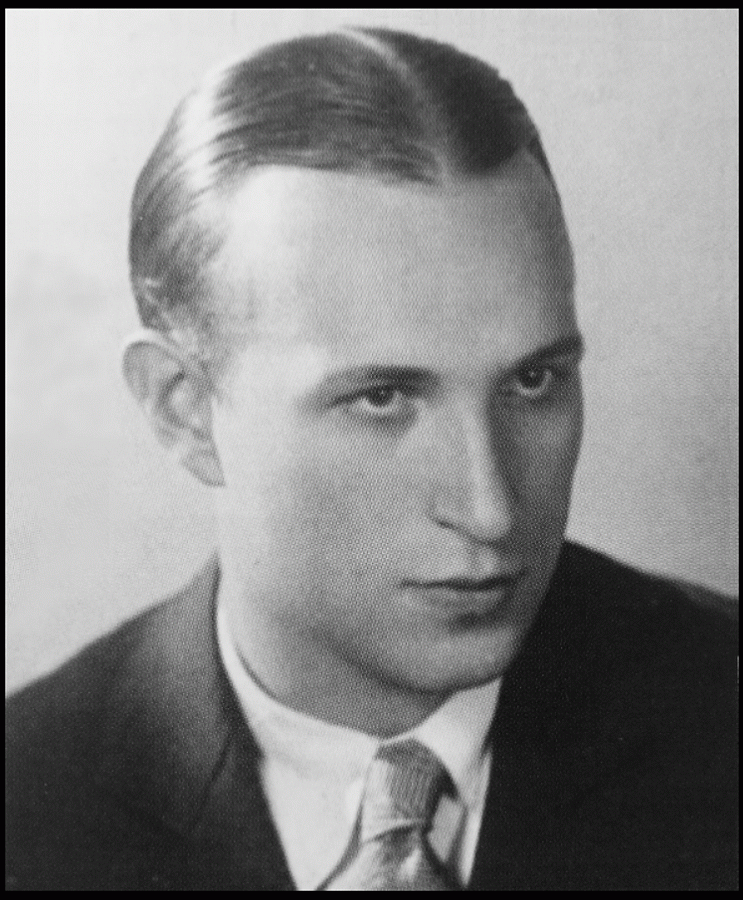
Její syn Vladimír Ort byl synovcem Jana Sonnevenda
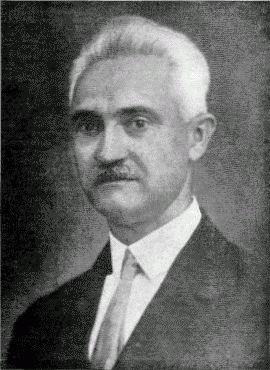
Jan Sonnevend
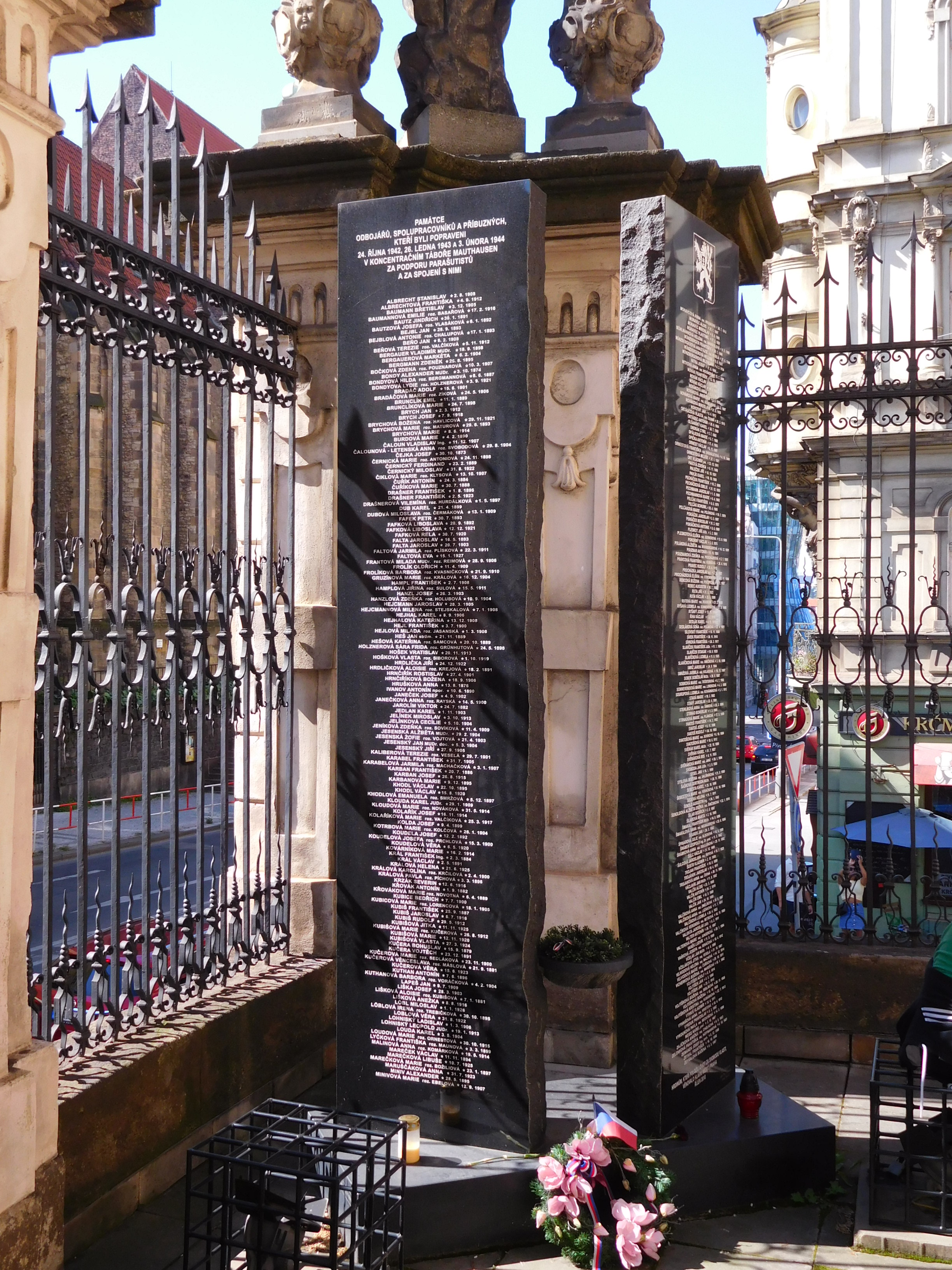
Pomník odbojářům popraveným a umučeným v souvislosti s operací Anthropoid (Praha - Nové Město, Resslova ulice)